# Tyrone Prince
Tyrone Prince (né le 12 mars 1968 à Saint-Vincent-et-les-Grenadines) est un joueur de football international vincentais, qui évoluait au poste de milieu de terrain.

## Biographie

### En équipe nationale
Tyrone Prince joue avec l'équipe de Saint-Vincent-et-les-Grenadines entre 1992 et 2005.
Il participe avec cette équipe à la Gold Cup 1996 organisée aux États-Unis. Lors de cette compétition, il joue un match contre le Guatemala.
Il dispute également les éliminatoires du mondial 1994, les éliminatoires du mondial 1998, et les éliminatoires du mondial 2006.